# Ilha Inacessível (Tristão da Cunha)
A Ilha Inacessível é uma ilha com 14 km2 do arquipélago de Tristão da Cunha, no Atlântico Sul. Trata-se de um vulcão extinto, a 45 km (28,0 mi) a sudoeste da ilha principal, Tristão da Cunha. O ponto mais elevado da ilha atinge 449 metros de altitude. 
É um território do Reino Unido, e não tem habitantes permanentes desde 1873. Com a Ilha de Gonçalo Álvares, forma uma reserva de protecção de vida selvagem que foi declarada Património da Humanidade pela UNESCO. A ilha é habitada pela saracurinha-da-inacessível (Laterallus rogersi), que é endêmica da ilha, e a menor espécie de ave incapaz de voar no mundo.

## Classificação como Património Mundial
As ilhas de Gonçalo Álvares e Inacessível são duas extraordinárias ilhas oceânicas desabitadas que permaneceram relativamente imperturbáveis, e são, portanto, de especial importância de conservação.A ilha de Gonçalo Álvares é uma das maiores ilhas oceânicas temperadas do mundo que permanece perto de intactas, tendo sido poupadas a maioria das introduções de espécies invasoras que dizimaram a biodiversidade insular única em outros lugares. Embora a ilha inacessível seja menor, não tem menor significado, albergando uma série de espécies endémicas a esta pequena mancha no Oceano Atlântico Sul.
As espetaculares falésias de cada ilha, elevando-se acima do oceano, acolhem algumas das mais importantes colónias de aves marinhas do mundo. Estes incluem albatrozes, petréis e pinguins, dependentes da rica vida marinha que os rodeia. A ilha de Gonçalo Álvares é o lar de duas espécies endémicas de aves terrestres, bem como doze espécies de plantas endémicas. A natureza imperturbável das ilhas torna-as particularmente valiosas para a investigação biológica. 
A ilha Inacessível e a ilha de Gonçalo Álvares integram um sítio classificado pela UNESCO como Património Mundial em 1995.